# 马库斯·沃尔夫

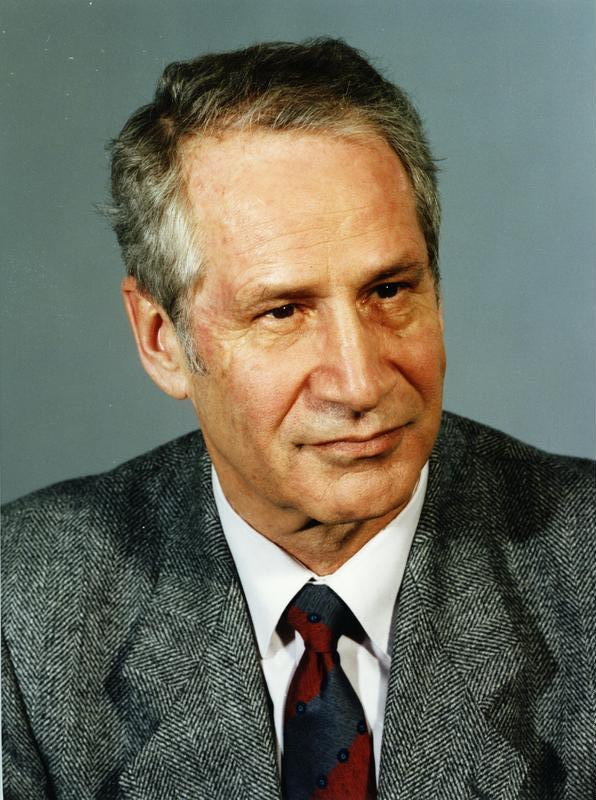
马库斯·沃尔夫

马库斯·沃尔夫（德語：Markus Johannes "Mischa" Wolf、1923年1月19日—2006年11月9日）是德意志民主共和国国家安全部（簡稱史塔西）侦察总局局長。沃尔夫在史塔西是僅次於國家安全部部長的第二號人物，他在史塔西服務34年，其中有26年的時間，西方情報單位完全沒有沃尔夫的檔案照，僅知他的代號「米夏（Mischa）」，因此得到“沒有臉的人”的稱號。沃尔夫的神秘難以捉摸成為後世許多小說的題材。許多專家認為他是冷戰期間最有影響力的特務首腦之一。

## 生平
沃尔夫1923年出生在霍亨索伦省（现在的巴登-符腾堡）亨廷根，沃尔夫是作家和医生弗里德里希·沃尔夫（Friedrich Wolf）的儿子，弟弟康拉德·沃尔夫（Konrad Wolf）是一位電影導演。他的父亲是德国共产党党员，并在1933年希特勒上台后，因为他们的共产主义信仰和犹太血统，被迫取道瑞士、法国辗转移居苏联。
1945年第二次世界大战结束后，以苏联红军陆军中尉的身份，随瓦尔特·乌布利希小组返回德国，在东柏林广播电台当记者。他是旁聽了整个纽伦堡审判的记者之一。
1949年至1951年任德意志民主共和国驻苏维埃社会主义共和国联盟使团参赞，后回德意志民主共和国协作组建德意志民主共和国国家安全机构，他是国家安全部国外情报局的创始成员之一。1952年以后，历任德意志民主共和国国家安全部對外情报局副局长、局长、安全部副部长。1955年升任少将，1966年以后升为中将、上将。身為一個情報主管，沃尔夫依靠间谍渗透西德的政界、商界，並取得巨大成果。其中最有名的事件是1974年的纪尧姆間諜案，迫使西德总理维利·勃兰特下台。在沃尔夫大部分的职业生涯，由于他的行事謹慎，因此有“沒有臉的人”的稱號。据报道，西方情報機關直至1978年都還不知道东德情报首长的相貌。直到沃尔夫在访问瑞典期間，才被瑞典保安警察（萨波）拍照；一位东德叛逃者，维尔纳·斯蒂勒（Werner Stiller）為西德反情報單位從照片中指認出沃尔夫的身份。
沃尔夫在1986年退休，以繼續他去世的弟弟的書，內容描述他們在1930年代在莫斯科流亡的日子，这本书《三驾马车》（Troika）於1989年在东德和西德同時上市。沃尔夫在情报單位的继任者是维尔纳·格罗斯曼（Werner Großmann）。
兩德統一前，他逃离東德，并寻求苏联和奥地利的政治庇护。当被拒絕後，他回到東德，並被警方逮捕。沃尔夫声称拒绝了“7位数”，一個中央情报局所提供的豐厚條件以換取他投效美国－其中包含一個新身份、在加利福尼亚州的新家。1993年，他被杜塞尔多夫州高等法院（Oberlandesgericht Düsseldorf）判處叛国罪以及6年监禁。这個判決后来被德國聯邦最高法院所撤销，因为沃尔夫是為當時独立的國家东德服務。1997年，他在非法拘禁、胁迫和伤害的罪名上被判有罪，并给予两年缓刑。除此以外，他還由於藐視法庭被判处3天的监禁，原因是因為拒絕對前西德社民党政治人物弗莱米希（Paul Gerhard Flämig）作不利的證言。弗莱米希在1993年被指控為東德刺探西德的原子科技。沃尔夫说，弗莱米希不是他在回忆录中提到的代理人：弗莱米希不知不觉地在東德的一場會議中被情报人员所刺探。
2006年11月9日，马库斯·沃尔夫在睡梦中死于柏林的家中，享年83岁。

## 主要著作
- 1989年《三驾马车》
- 1991年《自己的使命》
- 1995年《零点时刻――对二战结束和德国重建的回忆》
- 1995年《俄国菜的秘诀》
- 1997年《秘密战争的情报首脑――我的回忆》（中文版根据英文版译为《隐面人》）
- 1998年《伪装的艺术》

## 註解
1. ↑  . The Times (London). 10 November 2006  [2006-11-10]. （原始内容存档于2020-06-10）.
2. ↑  .   [2012-04-28]. （原始内容存档于2017-01-15）.
3. ↑  Former East German Spymaster Wolf Dies In Berlin[]
4. ↑  . MSNBC. 9 November 2006  [2006-11-09]. （原始内容存档于2012-10-18）.
5. ↑  Smee, Jess. . The Guardian (London). 10 November 2006  [2006-11-10].